# Olivier Caliot
Olivier Caliot, né le 21 février 1894 à Soustons (Landes) et mort le 10 novembre 1978 à Dax (Landes), est un homme politique français.

## Biographie
Engagé volontaire pendant la première guerre mondiale, Olivier Caliot entre en politique en 1919 en étant élu conseiller municipal de Messanges.
Conseiller d'arrondissement en 1922, maire de Messanges en 1925, il conserve ses mandats jusqu'à la seconde guerre mondiale.
En 1945, il devient président départemental du Parti radical, conserve son fauteuil de maire et entre au conseil général des Landes, élu dans le canton de Soustons, et en est élu président en 1949.
En 1951, il mène une liste d'union des gauches républicaines pour les législatives. Avec seulement 12,1 % des voix, il est élu député grâce au large apparentement des listes de la « troisième force ».
Situé plutôt à l'aile droite du radicalisme, il dénonce notamment les nationalisations opérées à la Libération, et prône une réduction des dépenses de l'Etat.
En 1953, il dépose d'ailleurs une proposition de loi visant à favoriser les investissements privés plutôt que publics dans la reconstruction du pays.
En 1956, il ne se représente pas. Il reste maire de Messanges jusqu'en 1977.

## Détail des fonctions et des mandats
Mandat parlementaire
- 17 juin 1951 - 1er décembre 1955 : Député des Landes